# Antonio Roma
Antonio Roma (né le 13 juillet 1932, dans le quartier de Villa Lugano à Buenos Aires et mort le 20 février 2013 dans cette ville) est un footballeur argentin des années 1960.

## Biographie
Comme gardien de but, Antonio Roma est international argentin à 42 reprises (1956-1967) pour aucun but inscrit.
Il participe à la Copa América 1957, qu'il remporte. Il participe à la Coupe du monde de football de 1962, où il joue les deux premiers matchs (Bulgarie et Angleterre) mais il ne joue pas contre la Hongrie. L'Argentine est éliminée au premier tour.
Il participe aussi à la Coupe du monde de football de 1966, il fait tous les matchs et inscrit un but contre son camp à la 71e minute contre l'Espagne (bien que la FIFA ne lui reconnait pas ce but, attribué à Pirri). L'Argentine est éliminée en quarts.
En club, il commence à Club Ferro Carril Oeste, remportant une D2 argentine en 1958. En 1960, il est transféré à Boca Juniors, remportant une coupe d'Argentine, cinq championnats argentins et est finaliste de la Copa Libertadores en 1963.

## Clubs
- 1955-1959 : Club Ferro Carril Oeste
- 1960-1972 : Boca Juniors

## Palmarès
- Copa América

- - Vainqueur en 1957
- Championnat d'Argentine de football D2
  - Champion en 1958
- Coupe d'Argentine de football
  - Vainqueur en 1969
- Championnat d'Argentine de football
  - Champion en 1962, en 1964, en 1965, en 1969 (Nacional) et en 1970 (Nacional)
- Copa Libertadores
  - Finaliste en 1963